# Свети Николай (Денсуш)
„Свети Николай“ (на румънски: Biserica „Sfântul Nicolae“ din Densuș) e православна църква в трансилванското село Денсуш, в окръг Хунедоара, Румъния. Подчинена е на Девенската и Хунедоарска епископия на Трансилванската митрополия.
Изградена е в края на XIII век от камък. Според местното предание е издигната на мястото на по-стар храм още от римско време (II век), но според Адриан Русу това местно вярване се базира на интерпретациите на барон Хохенхаузен от 1767 г. Очевидно е обаче, че в градежа на църквата са използвани каменни блокове, пренесени от руините на близкия римски град Улпия Траяна Сармизегетуза, древната столица на провинция Дакия.
Във вътрешността на църквата има интересни стенописи от XV век. Част от тях (над олтара и частично на северната страна на наоса) са дело на много даровит майстор на име Стефан, чийто подпис („писал Стефан“) все още личи.